# Садиба Глібова
Садиба Глібова — пам'ятка історії та архітектури в Чернігові, зразок неоготичного стилю.

## Історія садиби
Наприкінці 19 століття збудований за задумом власника Григорія Глібова — поміщика та політичного діяча. Колись давно тут знаходилося городище Гуричів у 12 столітті. На цьому місці було побудовано будинок Глібова. Зведений у готичному стилі. Центральною спорудою садиби була двоповерхова споруда. Замок виконаний у складному асиметричному плані. Під будинком знаходиться підвал. Остання споруда належить до цегляного модерну. Григорій Миколайович Глібов збудував замок у лицарському стилі, бо був неординарною людиною. Також були прибудовані льодовня та каретня. До входу в замок веде алея. З 1890 до 1907 господар садиби був обраний до Державної думи. На посаді він пробув до 1911 року. Вимушений був покинути садибу в цьому ж році.
Зараз у садибі знаходиться Інститут сільськогосподарської мікробіології та агропромислового виробництва НААН України.

## Архітектурні особливості
Садиба збудована в межах села Бобровиця, яке нині належить до Чернігова. У комплексі наявні споруди у неоготичному стилі. Належить до основної складової частини маєтку Г. Глібова. Свою назву отримав від свого власника. Різноманітна форма вікон та готичні вежі. Зображення родового герба Глібова на головному фасаді. Опис герба: на щиті зображено пегаса, що вилітає із хмари. Біля його копит - сім зірок. Щит тримають також два пегаси. Увінчаний щит лицарським шоломом з короною. Зубчики на балконах і даху. Садиба має гарний вигляд з усіх сторін та є цілим комплексом споруд. Знаходиться у задовільному стані.

## Цікаві факти
Григорій Глібов збудував палац через кохання до француженки, яка відмовилася їхати до Чернігова, аргументувавши це тим, що у Глібова немає замку як у справжнього лицаря. Так почалася історія однієї з найцікавіших споруд Чернігівщини. Зараз це місце є одним з найромантичніших в Чернігові. Варто зазначити, що пізніше одружившись з донькою Тарновського Глібов сказав, що палац збудований для неї.

## Галерея

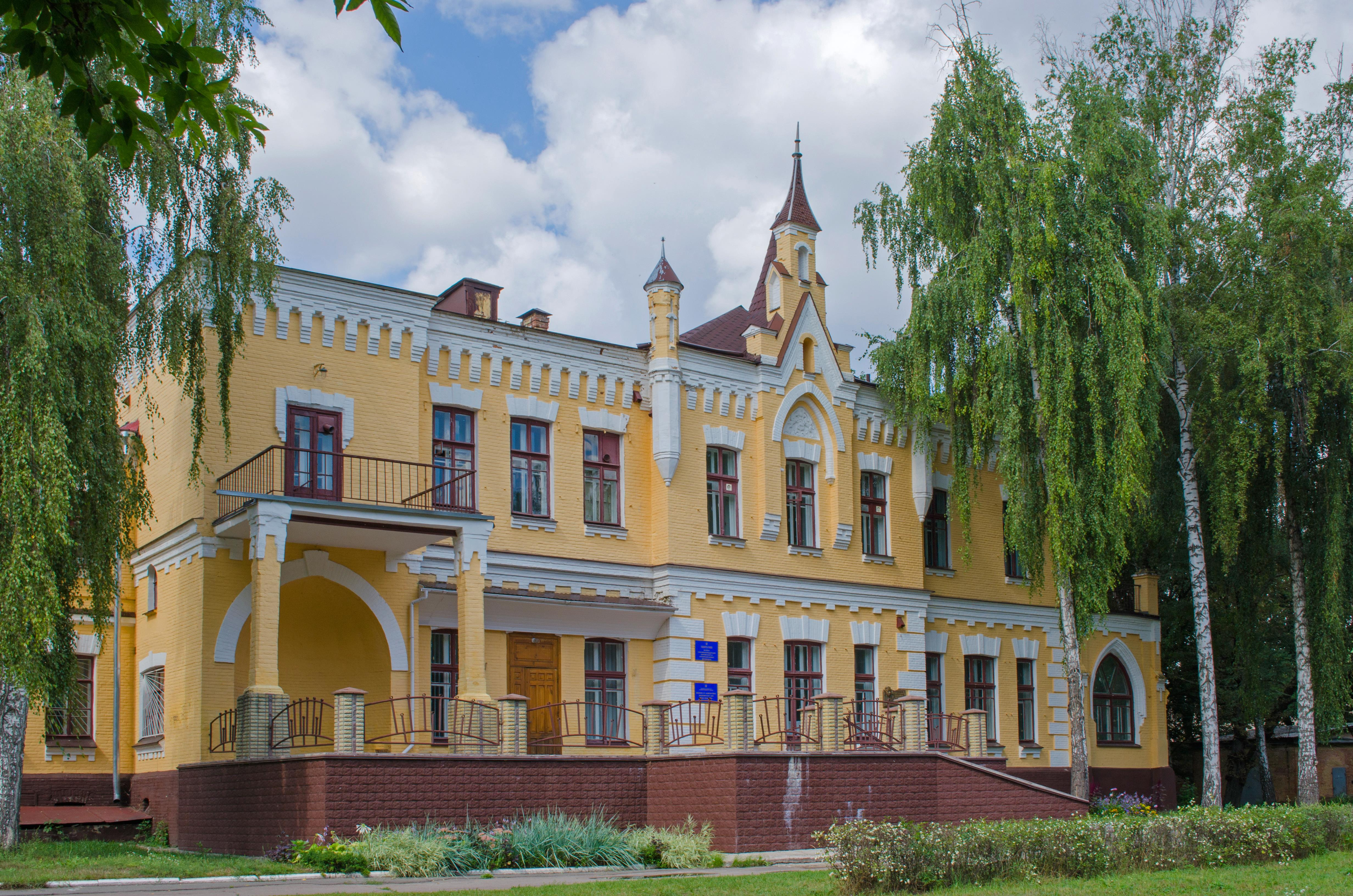
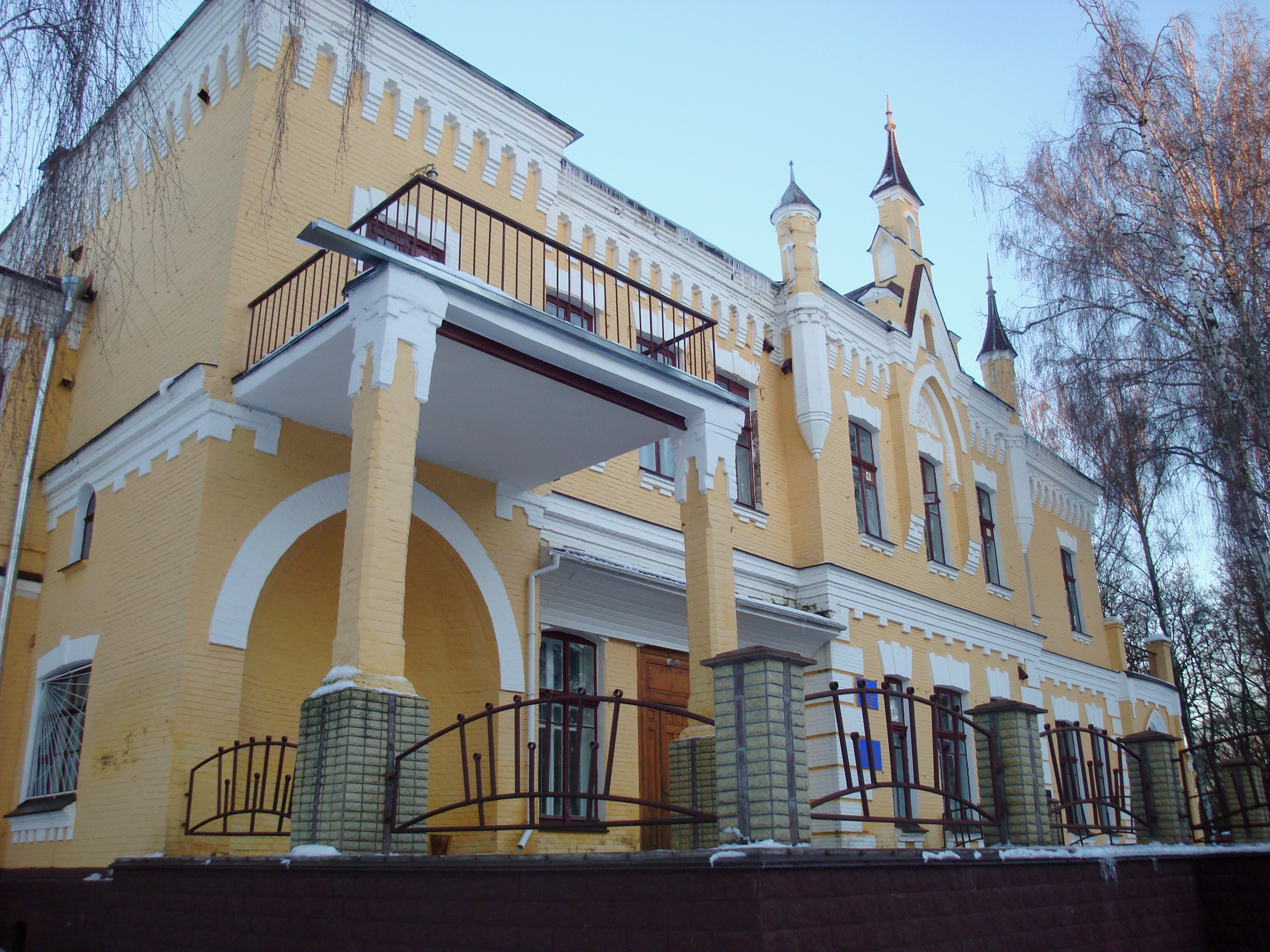
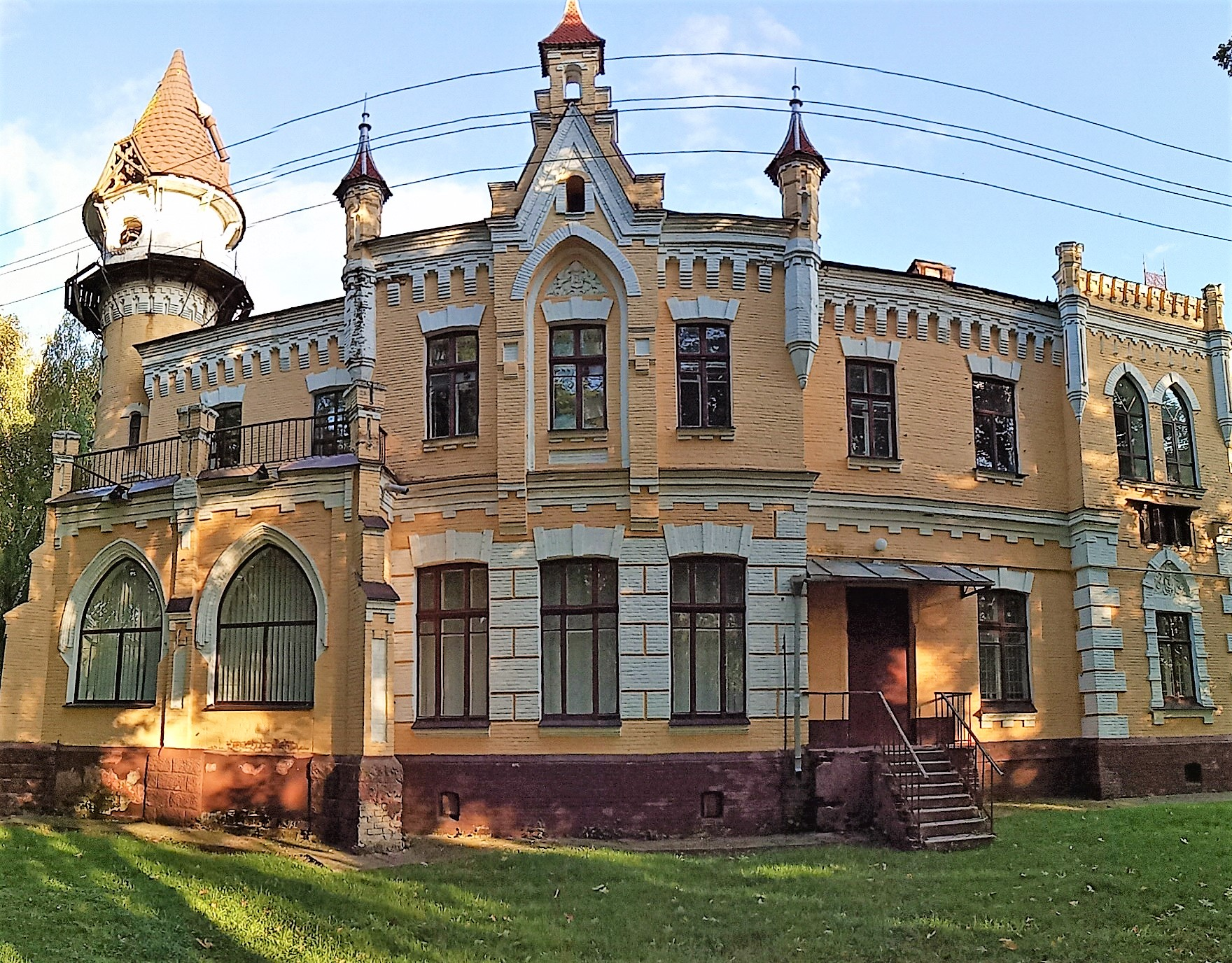
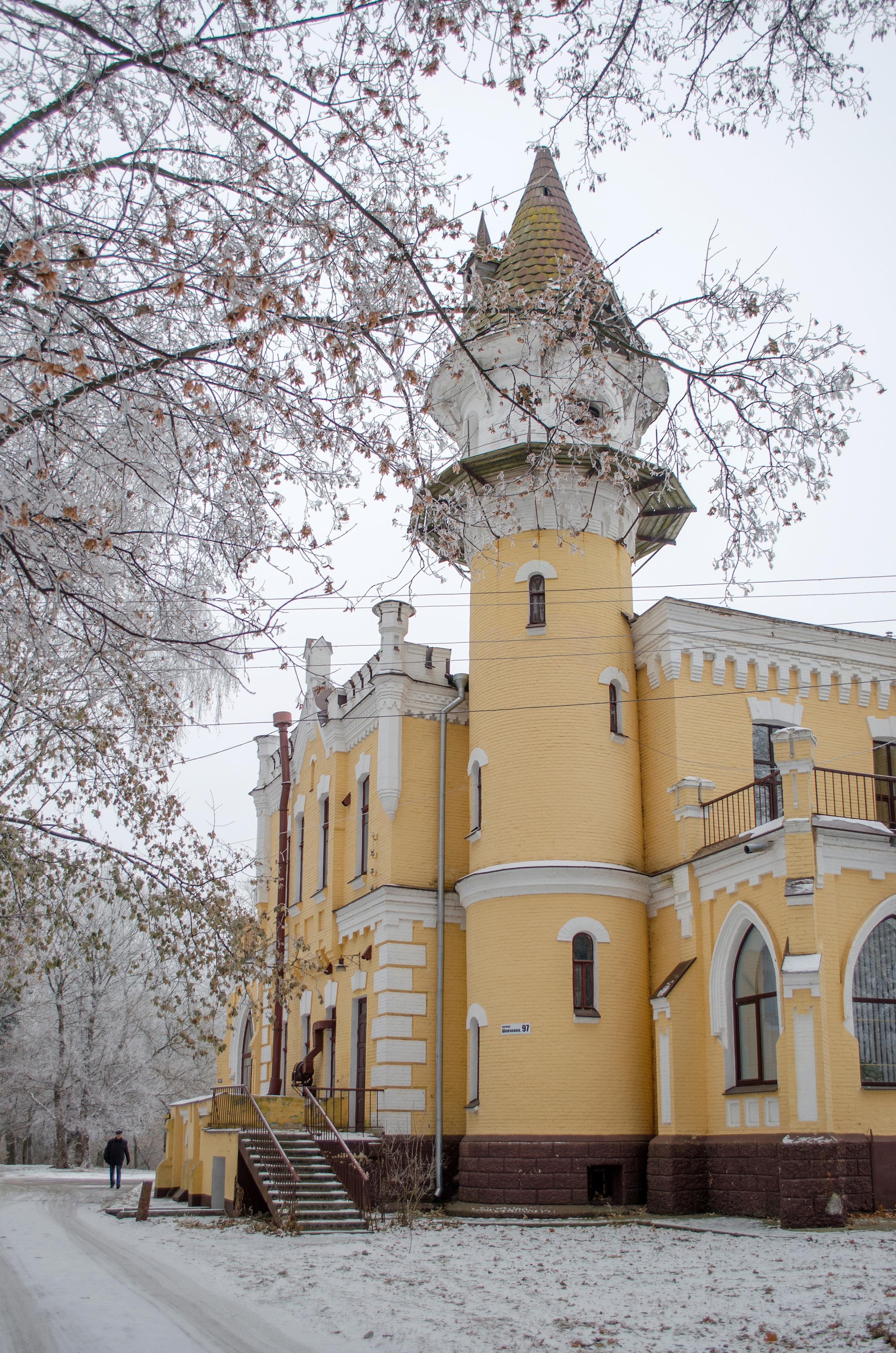
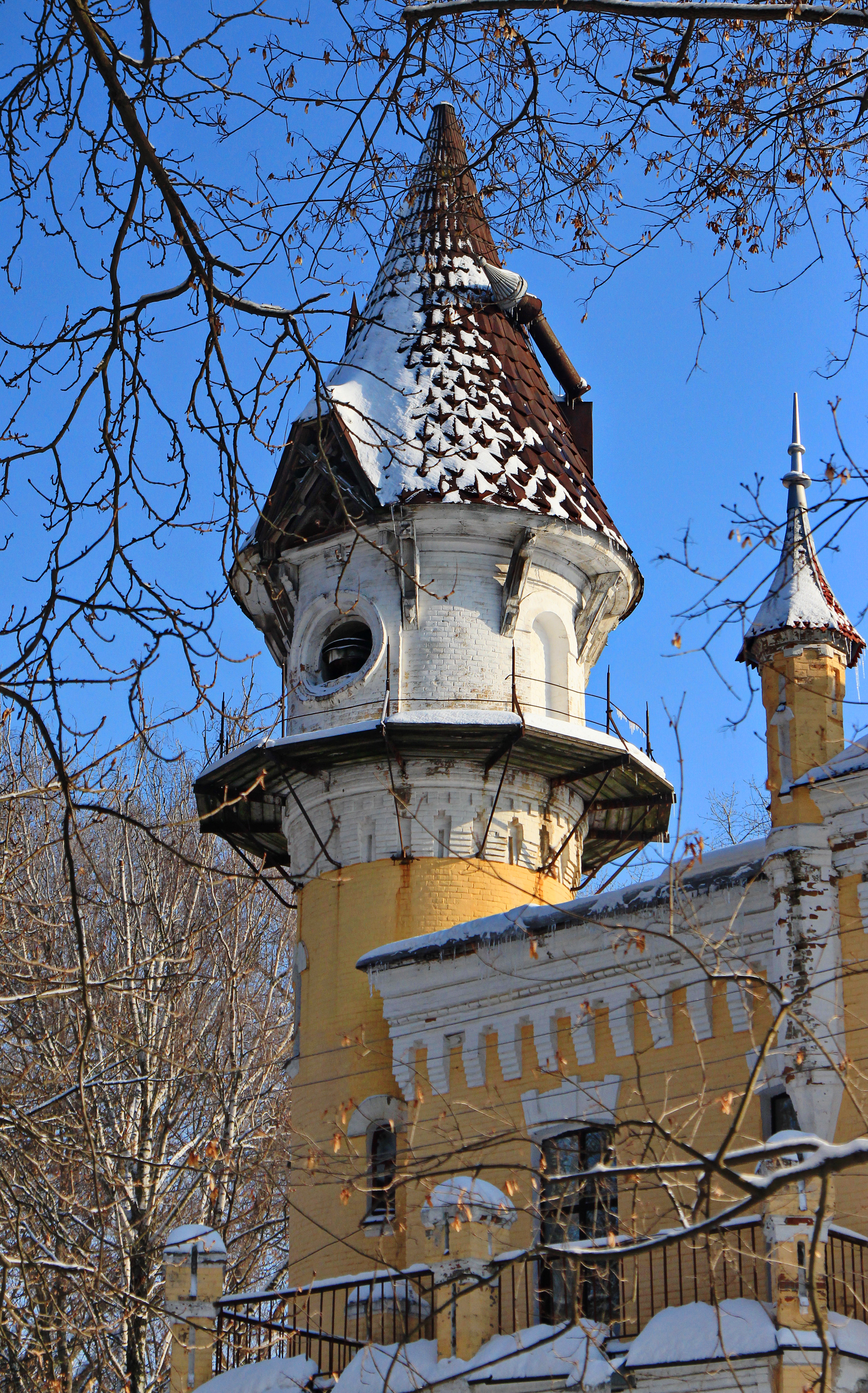
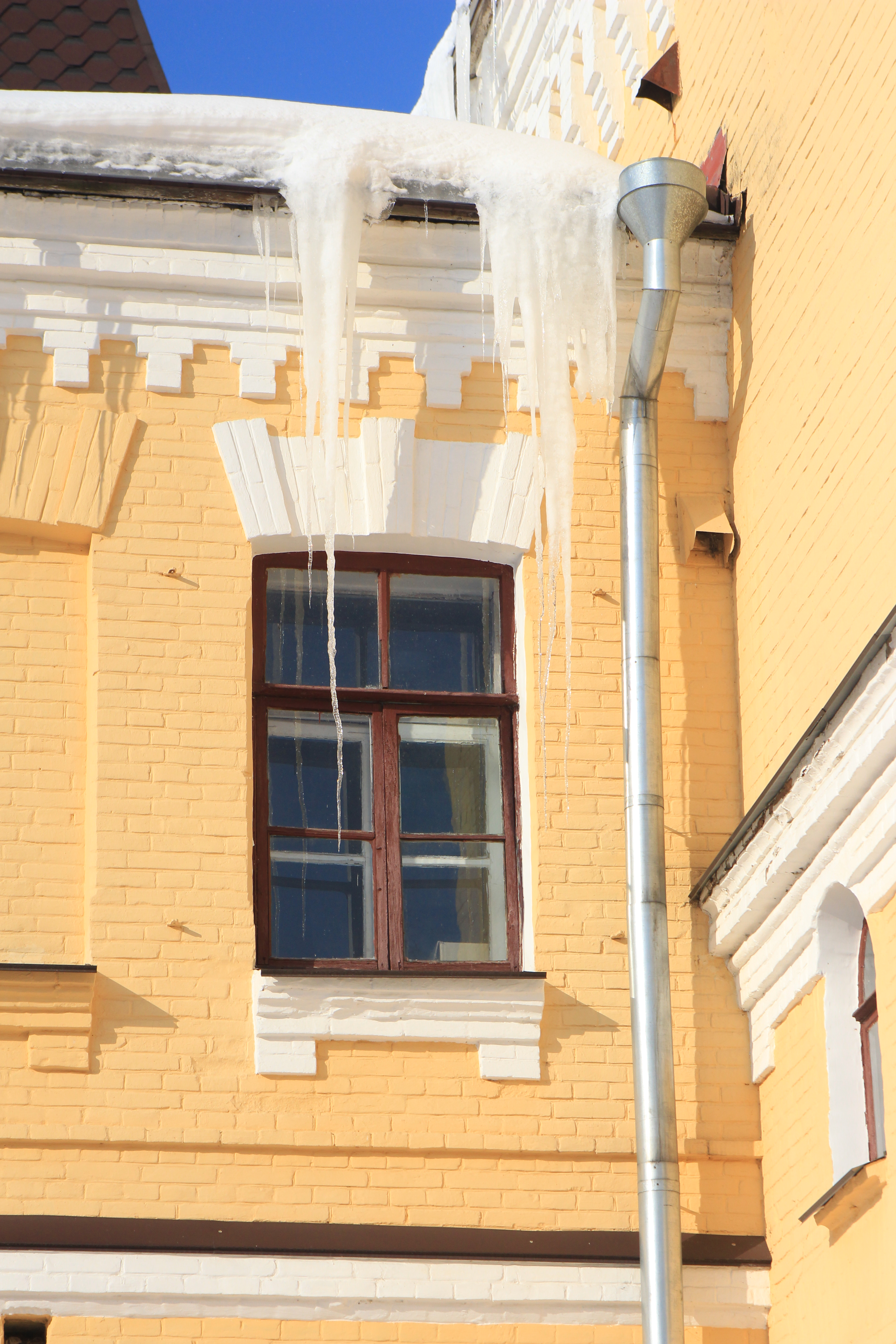
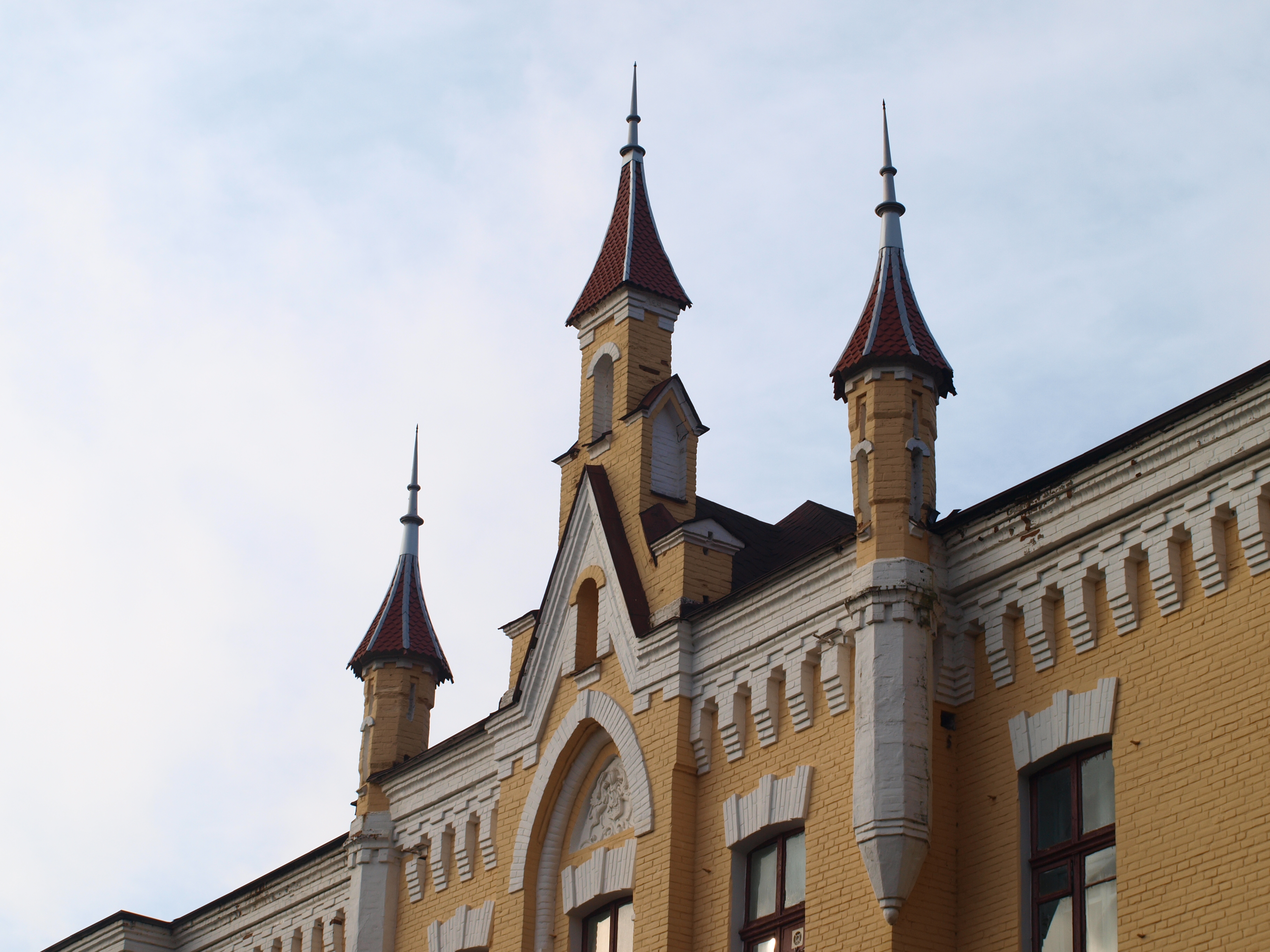